# 451 f.Kr.

## Händelser

### Efter plats

#### Grekland
- Den persiska flottan seglar mot det upproriska Cypern för att återställa ordningen. Kimon, som tillåts återvända till Aten, men inte att återfå makten där, planerar en expedition för att hjälpa ön och får stöd av Perikles i sina strävanden.
- I Aten antas en ny lag, stödd av Perikles, som säger, att endast de som har atenska föräldrar skall få medborgarskap i staden. Detta markerar slutet på den politik där invånare från andra städer, metoiker, kunde få hög status.
- Fientligheterna mellan de grekiska stadsstaterna får ett formellt slut, då man sluter en femårig vapenvila. Kimon förhandlar med Sparta fram denna vapenvila, där Aten går med på att överge sin allians med Argos, medan Sparta lovar att ge upp sin allians med Thebe. Under samma år undertecknar Argos sin första "trettioårsfred" med Sparta.

#### Romerska republiken
- Efter att en tremannakommission har avgett rapport angående utformandet av den romerska rätten instiftar patricierna i Rom en styrelse med tio medlemmar, kallad decemvirat. Det första decemviratet, enbart bestående av patricier, leds av konsulerna Appius Claudius Crassus och Titus Genucius Augurinus. De första tio lagarna i de tolv tavlornas lag färdigställs av denna styrelse.